# あらし!三匹
『あらし!三匹』（あらし!さんびき）は、池沢さとしによる日本の漫画。『週刊少年ジャンプ』（集英社）において、1970年13号から1973年23号まで連載された。ジャンプ コミックスにおいて全16巻で出版され、集英社漫画文庫でも1977年から1978年にかけて同じく全16巻で出版された。

## 概要
池沢さとしがギャグ漫画を書いていた1970年代前半に、最も長期にわたって週刊少年ジャンプに連載された作品。当初は架空の中学を舞台にした生徒たちの派閥対立が主軸として描かれていたが、途中から主人公の少年と数多くの少女達との恋愛模様を主軸としたお色気漫画にシフトした。

## あらすじ
サルビア学園には、殿山大介率いる番長グループと桜枝ゆかり率いる女番長グループが存在していた。そこに日米ハーフの少年ロック梅里（母親の旧姓。後に父親の姓を用いてロック・ブラウンと作品内で紹介された事もある）が転校してきた。ロックの父親が貿易会社の社長で資産家であり、サルビア学園にも多額な寄付をしていた事から、ロックの登校初日は学園総出で出迎える事となったが、これに不満を感じていた番長グループは、送迎の車から降りてきたロックに向かって（日本語が分からないという思い込みの元に）歓声の口調で誹謗中傷の言葉を浴びせた。ロックはそれに対して最初は笑顔で手を振っていたが、歓待の挨拶をする教師達に対して日本語で返答し、その後驚愕の面持ちを浮かべる番長グループを睨み付けた。教室での挨拶に続いてロックはいきなり殿山に鉄拳制裁を加えたが、柔道の有段者である殿山に返り討ちにあってしまう。その後、桜枝ゆかりと知己を得たロックは、自分が柔道をマスター次第あらためて決闘を申し込む事を宣言した。しかしロックの味方であるゆかりは、教師から決闘当日にバレーボールの試合の助っ人を頼まれたため協力出来なくなってしまう。ゆかりとの気まずい空気を払拭出来ないまま、ロックは殿山との決闘に望んだが、対決の途中で事故が発生。それにもかかわらずロックが戦意を失わなかったため、気骨に感銘した殿山が譲歩する形で決着が付く。さらに殿山の話で、ゆかりがバレーボールの試合のために協力できなかった事を知り、誤解が解かれる。
その後、数々の少女が登場し、様々な騒動や事件が起こるが、終盤になってロックがもっと様々な日本の学校を見て経験を得たいと言い出し、サルビア学園を去って物語が終了する。